# قطعنامه ۱۰۲۸ شورای امنیت
قطعنامه ۱۰۲۸ شورای امنیت سازمان ملل متحد که در تاریخ ۰۸ دسامبر ۱۹۹۵ تصویب شد، سندی بین‌المللی دربارهٔ رواندا است. این قطعنامه طی نشست ۳۶۰۴ام با ۱۵ رای موافق، ۰ مخالف و ۰ ممتنع تصویب شد.